# Capitão de Campos
Capitão de Campos é um município brasileiro do estado do Piauí. Localiza-se a uma latitude 04º27'24" sul e a uma longitude 41º56'33" oeste, estando a uma altitude de 130 metros. Sua população, conforme o Censo do IBGE 2022, é de  11.100 habitantes.

## História
De acordo com as pesquisas arqueológicas mais recentes, o território do atual Estado do Piauí é habitada por grupos humanos há muitos milênios. O início dessa ocupação teria ocorrido entre 50 mil ou mesmo 100 mil anos atrás, segundo as datações obtidas em diversos sítios arqueológicos localizados no Parque Nacional Serra da Capivara, como o Toca do Boqueirão da Pedra Furada, Sítio do Meio e Tira-Peia. Ainda que objeto de bastante discussão entre os especialistas, tais sítios apresentam vários painéis de grafismos rupestres e antigas fogueiras, instrumentos líticos (ferramentas de pedra), enterramentos humanos e até material cerâmico de grupos indígenas mais recentes.
Embora não se saiba exatamente o período em que foram produzidos, em Capitão de Campos há dois sítios arqueológicos com grafismos rupestres: Pedra dos Letreiros I e Pedra dos Letreiros II. Testemunhos dos primeiros ocupantes dessa região, estes sítios estão localizados em abrigos sob rocha nas imediações do riacho Jacu. Esses sítios foram classificados pelos arqueólogos como pertencentes à Tradição Geométrica, apresentando pinturas esquematizadas de lagartos e mãos humanas – todas em vermelho. –, sendo eventualmente visitados tanto por moradores do município quanto por turistas
Destaca-se ainda a proximidade em relação ao Parque Nacional de Sete Cidades, localizado a menos de 50 quilômetros do município de Capitão de Campos. Nele se encontram diversos painéis de grafismos rupestres (pássaros de asas abertas, carimbos de mãos, lagartos e figuras antropomorfas em tons de vermelho e amarelo) produzidos entre 6.000 e 2.000 anos atrás. Por sua vez, grupos indígenas agricultores e ceramistas, teriam chegado à região setentrional do Piauí nos últimos 3.000 anos, conforme datações obtidas no sítio arqueológico Seu Bode, localizado no município de Luís Correia.
O centro-norte do atual território piauiense era habitado por diversos grupos indígenas quando da chegada dos primeiros colonizadores portugueses, uma vez que constituía um verdadeiro corredor de passagem para os que transitavam entre os atuais Maranhão, Bahia, Ceará e Pernambuco. Os Tobajara (também conhecidos como Tabajara) e Potiguara, falantes de um idioma relacionado ao tronco linguístico Tupi-Guarani, habitavam boa parte da região, havendo também relatos da presença dos Tacarijú, Quitaiaú e Ocongá durante o século XVII. Sobre os Tacarijú (também conhecidos como Tacariú), teriam sido aliados dos franceses e inimigos dos Tobajara, sendo também conhecidos por seu nomadismo e endocanibalismo. Todavia, as poucas informações disponíveis a respeito dos primeiros contatos entre europeus e ameríndios na região, bem como a atribuição de nomes equivocados a grupos étnicos distintos em termos geográficos e temporais, dificulta bastante o detalhamento do contexto indígena desse período. Com efeito, termos como "tobajara" e "potiguara" poderiam ser categorias classificatórias de grupos tupi, definindo relações de aliança ou inimizade entre estes
Os primeiros dois séculos de ocupação portuguesa das terras setentrionais piauienses se desenvolveram de forma bastante esparsa, sendo que a área do atual município de Capitão do Campo pertencia à Capitania do Piauí. O naufrágio de uma esquadra formada por dez embarcações, em março de 1536, em local atualmente conhecido como Parcel de Manuel Luís, frustrou um dos maiores esforços colonizadores lusitanos na América Portuguesa do século XVI. A empreitada, formada pelos donatários Aires da Cunha, Fernão Álvares de Andrade e João de Barros previa a instalação de cerca de 900 colonizadores nas ditas capitanias do norte (Maranhão 1 e 2, Piauí, Ceará e Rio Grande do Norte 1 e 2), o que provavelmente teria as transformado em áreas economicamente mais significativas nesse primeiro momento.
Por outro lado, a potencialidade da região do que viria a se tornar o estado do Piauí foi percebida já na primeira metade do século XVI, quando foram estabelecidas as primeiras divisões coloniais. O tamanho de sua capitania englobava toda a desembocadura do rio Parnaíba e praticamente todos seus contribuintes maiores, alcançando por terras internas as capitanias de Itamaracá e Pernambuco. Contudo, em que pese a navegabilidade do rio Parnaíba e a possibilidade de escoamento da produção agrícola, a hoje em dia conhecida baixa fertilidade do solo de caatinga da região, pobre em nutrientes e de fácil exaustão, também dificultou o estabelecimento de canaviais na região durante o período colonial Uma vez a produção açucareira de plantation do vale do Parnaíba não tendo prosperado, sendo seu crescimento muito menor do que de suas capitanias limítrofes, a região ora esteve sob influência política do Maranhão, ora mais próxima das capitanias ligadas ao vale do rio São Francisco.
O sertão piauiense somente foi ocupado de forma efetiva a partir da segunda metade do século XVII, quando teve início o estabelecimento de frentes pastoris que possibilitavam o abastecimento de proteína animal aos engenhos espalhados pelo litoral nordestino. A expansão da colonização se deu em diversas áreas do sertão consideradas capazes de sustentar milhares de cabeças de gado, resultando na criação da Capitania de São José do Piauí em 1718, sendo esta desmembrada do então Estado do Maranhão
Também na segunda metade do século XVII se dá o momento de maior expansão da colonização da região conhecida como Campo Maior. De acordo com as fontes disponíveis, em 1693 teria se estabelecido na região um fidalgo português, conhecido como Dom Francisco da Cunha Castelo Branco. Tendo este fundado algumas fazendas de gado em terrenos da freguesia de Santo Antônio do Surubim – atual Campo Maior Embora seja incerta a data de criação dessa freguesia, as fontes indicam que o local era considerado uma grande pastagem verde, capaz de sustentar milhares de cabeças de gado e ainda possuía um grande recurso humano – populações indígenas – que poderiam servir de cativos.
O território piauiense tinha se tornado um refúgio para as populações indígenas pressionadas pelo avanço europeu sobre seus antigos territórios. De acordo com algumas fontes do século XVIII, as margens dos rios piauienses abrigavam uma quantidade grande de grupos ameríndios, os quais “fervilhavam como formiga”. Nesse contexto de expansão sobre territórios indígenas, bem como escravização e expulsão dos mesmos, cabe destacar as campanhas dos bandeirantes Domingos Jorge Velho e Domingos Afonso Mafrense, contratados especificamente para esta tarefa por famílias importantes do Recôncavo Baiano
A introdução do chamado gado pé-duro no regime de tropas de vaqueiros abre a possibilidade para que o sertão nordestino passe a ser paulatinamente ocupado, tendo sua economia interligada a produção primária do Brasil colonial. As fazendas e currais piauienses tornaram-se um dos principais produtores de gado vacum e cavalar, sendo os centros urbanos pernambucanos e baianos seus mercados consumidores mais frequentes. Por outro lado, o avanço sobre a cobertura vegetal original da caatinga resultou na desertificação de muitas áreas nas décadas subsequentes, gerando secas e carestias de recursos para as populações locais. Além disso, a crise econômica que se abateu sobre os centros litorâneos nordestinos, bem como o surgimento de novos competidores (no caso, rebanhos criados no Rio Grande do Sul) em outros mercados, como a Capitania de Minas Gerais, reduziu significativamente os ganhos dos fazendeiros piauienses
De todo modo, no decorrer do século XIX o sistema pastoril manteve-se como principal atividade, apesar da insustentabilidade econômica e social de longo prazo. Portanto, o processo de ocupação de todo o território piauiense está diretamente relacionado à atividade pecuária, sendo dada preferência aos locais mais próximos dos principais cursos d’água regionais (como os rios Parnaíba, Itaim e Piauí). Freguesias e vilas também surgiram no entorno dos caminhos percorridos pelos vaqueiros, povoados por sitiantes dedicados primariamente à agricultura de subsistência, eventualmente vendendo o excedente para viajantes, bem como atendendo outras demandas que estes porventura tivessem
A região também foi palco de uma das batalhas mais significativas do processo de independência do Brasil. Trata-se da Batalha do Jenipapo, ocorrida em 23 de março de 1823, nos arredores da vila de Campo Maior – cerca de 50 quilômetros do centro urbano do município de Capitão de Campos. Parte da elite política das colônias setentrionais da América Portuguesa possuía relações estreitas com a Metrópole portuguesa, não sendo de forma alguma favoráveis à emancipação brasileira. Com isso, as tropas leais à Coroa Portuguesa, lideradas pelo Major João José da Cunha Fidié, enfrentaram tropas independentistas piauienses, pernambucanas e cearenses. A maior parte das tropas brasileiras era formada por camponeses desarmados, fato que contribuiu decisivamente para a vitória lusitana. Ainda assim, alguns dias depois Fidié seria capturado, assegurando a adesão piauiense à independência brasileira.
Capitão de Campos teve seu nascimento urbano a partir da fazenda de Jovita de Sousa Barros e seus descendentes, que doaram lotes para neles serem edificadas casas. Nas primeiras décadas do século XX, também existiam na localidade as fazendas de Sesoste Manoel de Araújo e Manoel Lopes sendo que, em 1935, Acelino Coelho de Resende instalou na região um estabelecimento comercial. Apesar de sua origem datar da primeira metade do século XX, o município de Capitão de Campos segue a conformação geográfica de povoamento de tantos outros núcleos piauienses, sendo atravessado por um curso d’água significativo, o Rio Corrente. Com origem nos contrafortes da Serra dos Matões, o rio Corrente atravessa seis municípios do Piauí, sendo um importante afluente do rio Longá.
A nucleação urbana cresceu de forma expressiva com a construção da BR 222, posteriormente chamada BR 343, na década de 1940. O estabelecimento de uma ligação efetiva da localidade com o restante do centro-norte do Piauí suscitou o crescimento do estabelecimento comercial de Acelino, contando agora com socorro farmacêutico, bar, posto de gasolina, além de um galpão livre. Elevado a categoria de município pela Lei Estadual n. 1452, de 30 de Novembro de 1956, sua instalação somente ocorreu em 10 de Março de 1957, abarcando áreas outrora pertencentes aos municípios de Barras, Campo Maior e Piripiri. O município foi interligado à Estrada de Ferro Central do Piauí na década de 1960, embora a estação que servia Capitão de Campos esteja atualmente desativada. A origem do nome do município deriva da árvore Capitão-do-campo, bastante abundante na região

### Bens tombados e registrados

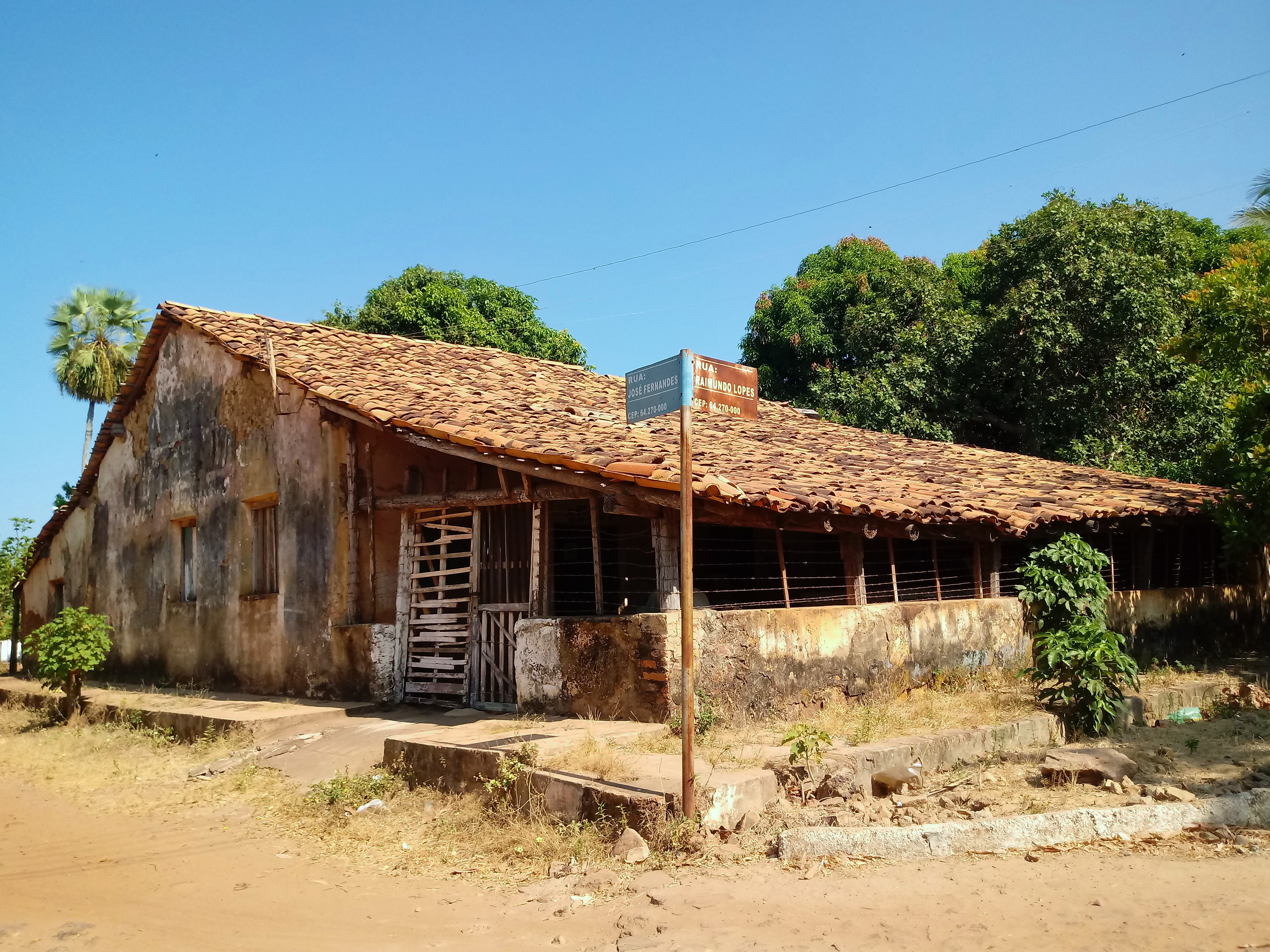
Histórica casa de dona Alemã, tombada pela lei do patrimônio histórico do estado do Piauí

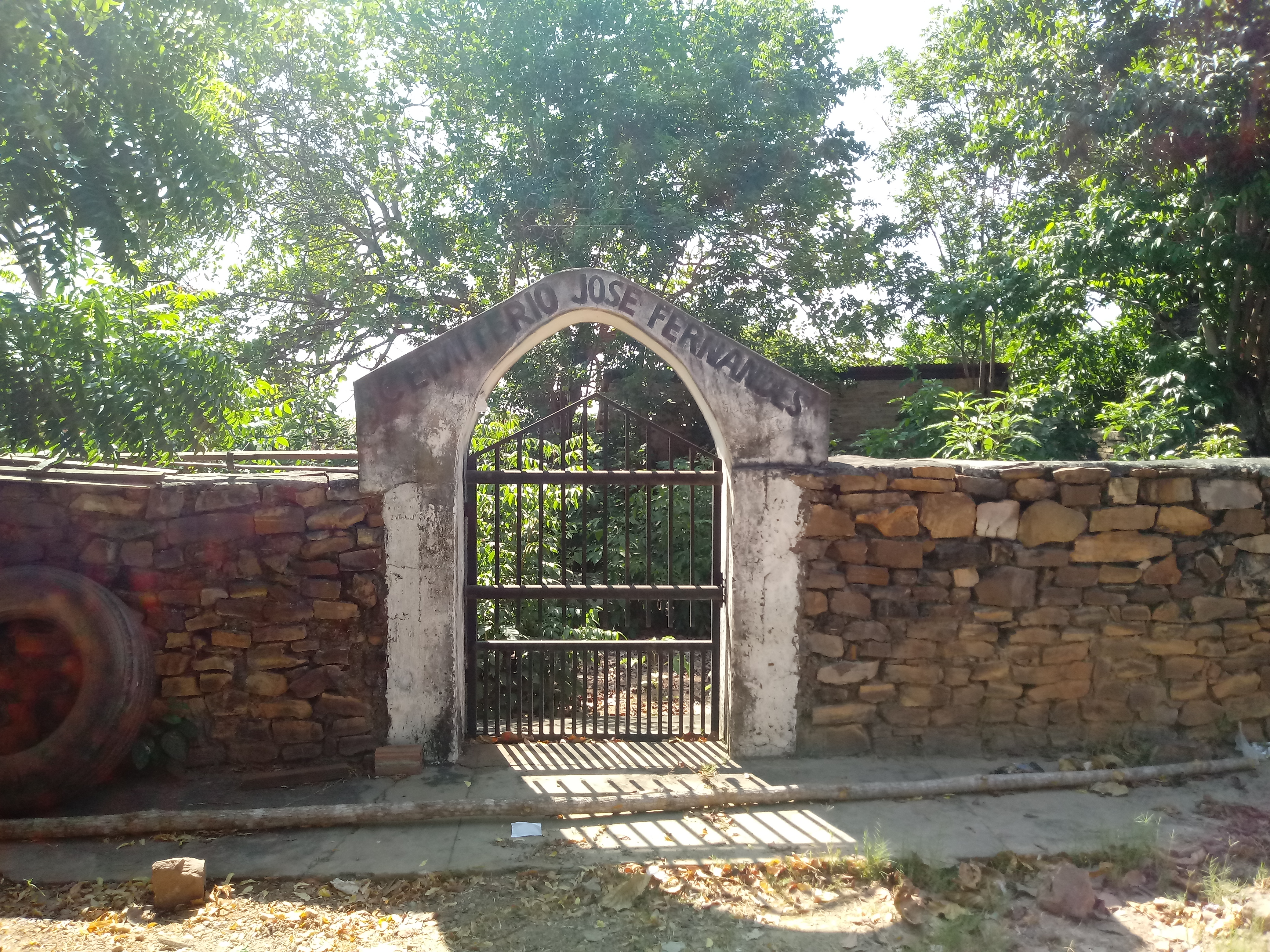
Cemitério histórico José Fernandes

A história do município de Capitão de Campos também se manifesta através de seu patrimônio imaterial e material, tombados ou registrados em escala federal e/ou estadual. É o caso do Modo de Fazer Arte Santeira do Piauí, manifestação artística da religiosidade regional, atualmente em processo de instrução para registro enquanto patrimônio cultural brasileiro. A Produção Tradicional e Práticas Socioculturais Associadas à Cajuína no Piauí, por sua vez, é considerada patrimônio cultural brasileiro desde 15 de maio de 2014. Em relação às típicas manifestações sertanejas, a Literatura de Cordel foi registrada em 2018 como patrimônio cultural brasileiro, estando ainda em processo de instrução para registro pelo IPHAN as Matrizes do Forró e o Repente
Em escala estadual, cabe citar que a raça de gado Pé-Duro do estado do Piauí é considerada de Relevante Interesse Cultural pela Fundação Cultural do Piauí (FUNDAC) desde 2012. De acordo com a Lista de Bens tombados e Registrados do Piauí, atualizada em 2018 pela Secretaria da Cultura do Estado do Piauí, consta a inscrição no Livro de Tombo em 15 setembro de 1992, sob código 25 da Casa de Fazenda da Dona Alemã. Segundo o registro, trata-se de uma "casa de fazenda exemplar, representante da arquitetura rural piauiense do final do século XIX. Sua edificação data do início das construções do antigo povoado que deu origem àquele município". O local também serviu enquanto creche municipal, a qual foi criada pelo decreto nº 8.686 de 6 de julho de 1992, publicado no Diário Oficial do Estado nº 126, edição de 6 de julho de 1992. Em 2019, a edificação constou no concurso internacional de fotografias da Fundação Wikimedia, o Wiki Loves Monuments 2019/Brasil.

## Biblioteca

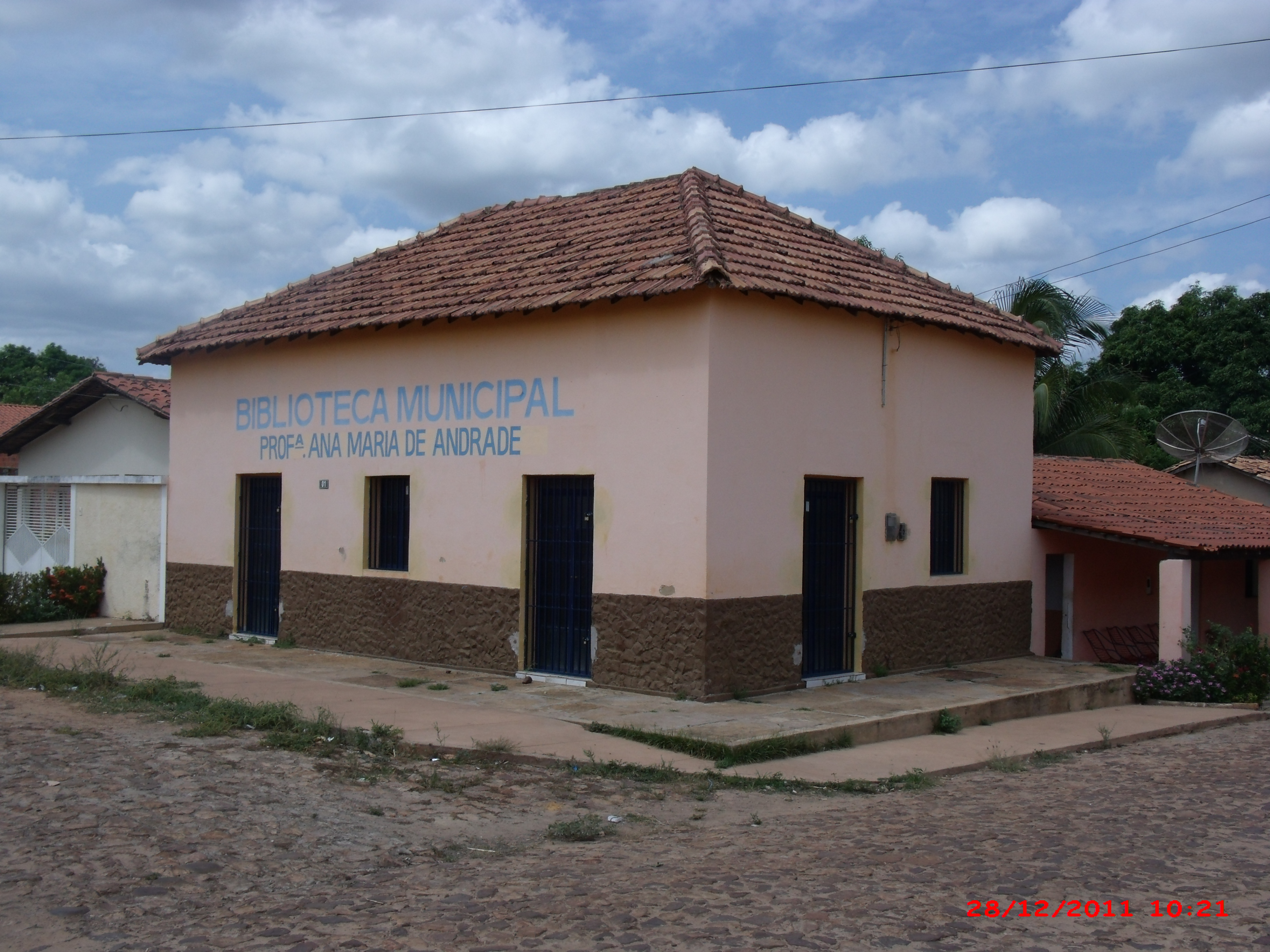
Biblioteca Municipal de Capitão de Campos

O município tinha uma linda Biblioteca Municipal, construída no fim dos anos 70. Infelizmente por falta de conservação a mesma foi extinta em 2005 e o que restou do acervo foi repassado para uma biblioteca escolar. Em 2011, por meio da lei municipal nº 268/2011, é recriada a biblioteca pública em parceria com o Ministério da cultura e com o SNBP Sistema Nacional de Bibliotecas Públicas.

## Lista de prefeitos
- José Monte Resende (4 mandatos)
- Francisco das Chagas Araújo
- Tadeu Gomes da Silva
- Jaime Fernandes Lopes
- Antonio Lisboa Eulálio Eugênio
- Salvador Evangelista de Sousa

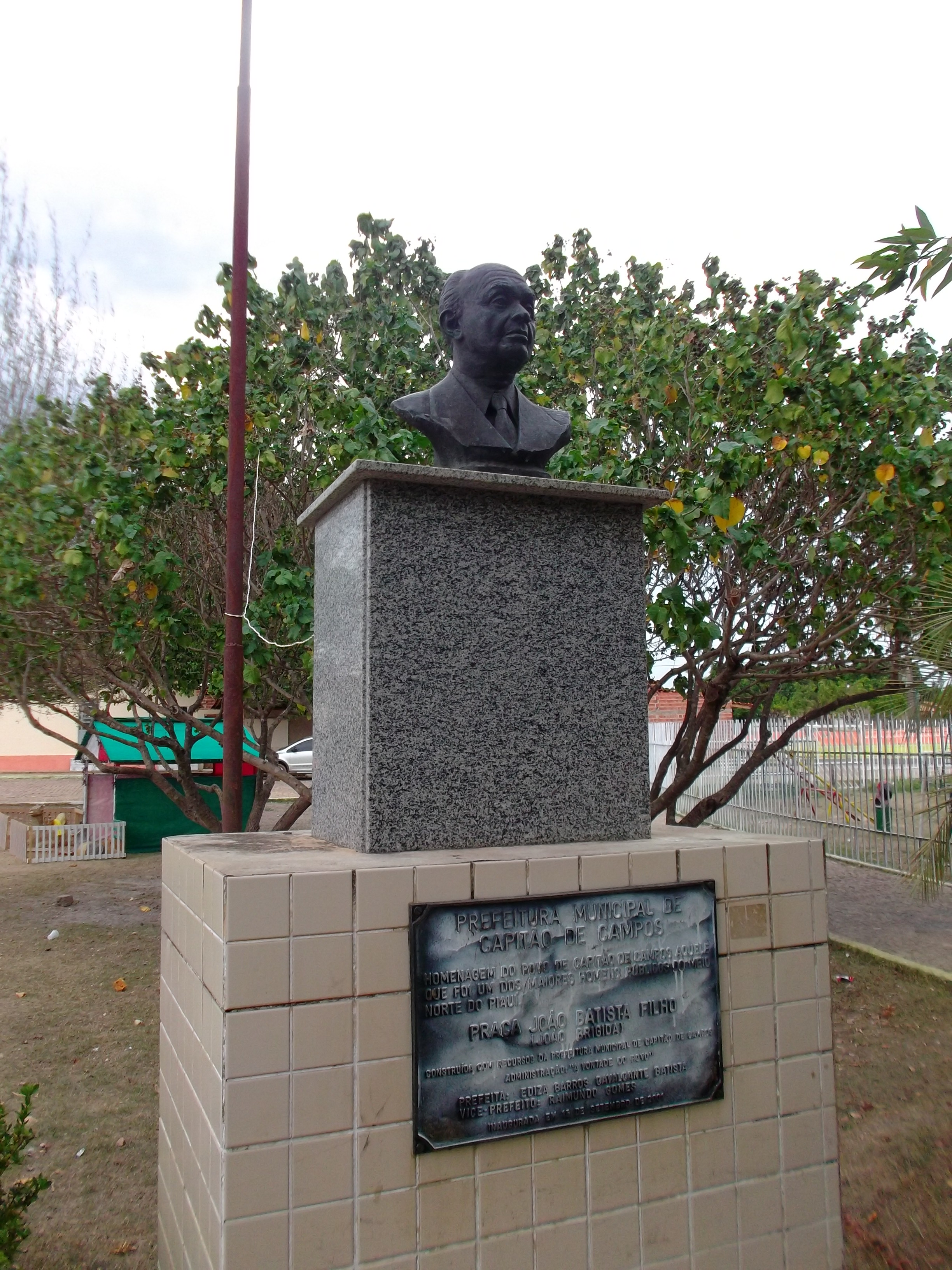
Monumento com busto de João Brígida na Praça da Matriz de Capitão de Campos

- João Batista Filho - "João Brigida"
- Marcos Carvalho de Alencar Filho
- Gerardo José Carvalho lopes (1 de janeiro de 1993 a 31 de dezembro de 1996)
- João Brígida (1 de janeiro de 1997 a 13 de janeiro de 1999 quando foi assassinado)
- Paulo Andrade (11 de janeiro de 1999 a 10 de julho de 1999)
- Interventor Pe. Raimundo Nonato de Oliveira (Padre Dodó, de 11 de julho de 1999 a11/12/1999)
- Interventor Luis Modesto de Freitas (12 de dezembro de 1999 a 31 de dezembro de 2000)
- Ediza Barros Cavalcante Batista (1 de janeiro de 2001/ a 31 de dezembro de 2004)
- Raimundo Ferreira Santiago (1 de janeiro de 2005 a 31 de dezembro de 2008)
- Moisés Augusto Leal Barbosa (1 de janeiro de 2009 a 31 de dezembro de 2016)
- Francisco Medeiros de Carvalho Filho (2017 Atual)